# Anthriscus tenerrima
Anthriscus tenerrima är en växtart i släktet småkörvlar (Anthriscus) och familjen flockblommiga växter. Den beskrevs av Pierre Edmond Boissier och Wilhelm von Spruner 1844.
Arten är en ettårig ört som förekommer i Grekland och västra Turkiet.